# Abutilon geranioides
Abutilon geranioides là một loài thực vật có hoa trong họ Cẩm quỳ. Loài này được (DC.) Benth. mô tả khoa học đầu tiên năm 1863.